# Дени Лушић
Дени Лушић (Сплит, 14. април 1962) бивши је југословенски и хрватски ватерполиста.

## Спортска каријера
Рођен је у Сплиту 14. априла 1962. године. Био је члан ПОШК-а из Сплита (1976–89), с којим је победио у Купу Југославије (1982) и Купу победника купова (1981. и 1983). Са репрезентацијом Југославије, за коју је одиграо 252 утакмице, освојио је златне медаље на Олимпијским играма 1984. и 1988, прво место на Светском првенству 1986. у Мадриду и Светском купу 1987. године. Има два друга места на Европским првенствима 1985. и 1987. Затим је играо у неколико италијанских клубова, са Пескаром је двапут освојио Куп победника купова (1993. и 1994), као тренер и Куп европске пливачке федерације.